# Цоло Кръстев
Цоло Кръстев Каменов (Огнян) е партиен деец от БКП. Участник в Съпротивителното движение по време на Втората световна война, партизанин, командир на Партизански отряд „Гаврил Генов“

## Биография
Цоло Кръстев е роден на 22 декември 1906 г. в село Долна Кремена, Врачанско. Има средно образование и е завършил Школа за запасни офицери. Член е на БКП от 1925 г. През 1926 г. е принуден да напусне България и за кратко емигрира в Сърбия. За политическата си дейност през 1937 г. е осъден на 15 години затвор по ЗЗД и излежава присъдата си в Плевенския затвор. През 1943 година бяга от затвора и става един от организаторите и командир на Партизански отряд „Гаврил Генов“. Осъден задочно на смърт по ЗЗД.
След 9 септември 1944 г. е член на ЦК на БРП (к). Работи в Министерството на външните работи: посланик в КНДР, началник отдел с ранг на пълномощен министър (1965). Награждаван е с Орден „Народна република България“ -1-ва степен, носител е и на други ордени и медали.
От 1964 г. участва в създаването на опозиционна група срещу Тодор Живков в средите на БКП. През 1965 година взема участие в опита за преврат срещу Тодор Живков заедно с Иван Тодоров-Горуня. Осъден от военен съд на най-високата присъда при този процес: 15 години затвор. Излежава в Бургаския затвор 8 години, от 1965 г. до 1973 г. До края на живота си е лишен от граждански права, а семейството му също търпи репресии. Реабилитиран през 1999 г.
Съпруга: Райна Йорданова Рашева, родена на 27 юни 1910 г. в село Долна Кремена, Врачанско. Починала на 29 октомври 1974 г. в София. Също партизанка в Партизански отряд „Гаврил Генов“. След присъдата на съпруга си е интернирана в Чирпан през 1967 г.